# Clã Ōuchi
Clã Ōuchi (大内氏, Ōuchi-shi) foi uma das famílias mais poderosas e importantes durante Shogunato Ashikaga da história do Japão, foram descendentes do rei de Baekje na Península Coreana. Seus domínios, governados a partir da cidade do castelo de Yamaguchi , era composta  em seu auge por seis províncias.

Kamon do Clã Ōuchi

Os Ōuchi desempenharam um importante papel no apoio aos Ashikaga nas guerras do Período Nanboku-chō contra a Corte Imperial. O poder dos Ōuchi permaneceu até a década de 1560, quando tornou-se eclipsado por seus vassalos, o clã Mōri.
Baseado na Província de Suō, em direção ao extremo oeste de Honshu , os Ōuchi estavam entre as principais famílias de envolvidas com o comércio e relações exteriores , especialmente com a China. Após a Guerra de Ōnin (1467-1477), uma forte rivalidade se desenvolveu entre os Ōuchi e o Clã Hosokawa , que agora estava no poder. Os dois se enfrentaram no porto chines de Ningbo em 1523, e como resultado, os chineses fecharam o porto aos comerciantes japoneses. Até o momento em que os Ōuchi foram novamente autorizados a enviar um navio alguns anos mais tarde, o comércio estava morrendo. O comércio da China com o clã alcançou seu ápice no final de 1548, quando seu monopólio foi quebrado por comerciantes do porto de Sakai na Província de Izumi. Os Ōuchi também abrigaram o jesuíta missionário Francisco Xavier em 1551.
Como resultado de sua riqueza e contatos comerciais, os Ōuchi ganhanharam fama no mundo da arte e da cultura. Eles possuíam inúmeros itens de significado e beleza cultural e artístico, tanto do  Japão como da China.
Particularmente famoso foi o convite de Ōuchi Masahiro convidando o famoso pintor Sesshū Tōyō para Yamaguchi em 1486.

## Membros importantes do Clã Ōuchi
Ōuchi Yoshihiro (1356-1400) - liderou uma revolta contra o Shogun Yoshimitsu Ashikaga .

Ōuchi Masahiro - um dos principais generais de Yamana Sözen na Guerra de Ōnin . 

Ōuchi Yoshioki (1477-1528) - Restaurou o shogun Yoshimitsu Ashikaga ao poder depois de uma ausência de quinze anos em 1508.

Ōuchi Yoshitaka (1507-1551) - Um dos primeiros senhores Ōuchi a ver (e talvez causar) o declínio do Clã.

Ōuchi Yoshinaga (d. 1557) - O último senhor Ōuchi , Yoshinaga cometeu suicídio logo após a Batalha de Miyajima em que sua família foi derrotado pelo Clã Mōri .